# Daughtry
A Daughtry (ejtsd: ˈdɔːtri) 2006-ban alapított amerikai hard rock/alternative metal együttes az Észak-Karolinai McLeansvilleből. Névadó énekes-frontembere Chris Daughtry, az American Idol tehetségkutató 5. évadának döntőse.
Saját magukról elnevezett debütáló albumuk 2006 novemberében jelent meg, és rögtön első helyet ért el a Billboard 200 listán. A lemez több mint hatmillió példányban kelt el csak az Egyesült Államokban, és 2007 legkeresettebb albuma lett hatszoros platina minősítéssel (RIAA), valamint a leggyorsabban fogyó rockalbum debütáló együttestől. A lemezről négy dal is a top 20 közé került a Billboard Hot 100 listáján. Második nagylemezük, a Leave This Town 2009-ben jelent meg, és ismét az első helyig jutott a Billboard 200-on 1,3 millió eladott példánnyal, ezzel az együttes egy újabb platina albumot könyvelhetett el. Hetedik stúdióalbumuk 2024-ben jelenik meg.
Napjainkig a Daughtry több mint 9 millió nagylemezt adott el és kb. 26 millió digitális letöltéssel rendelkezik.

## Tagok

### Jelenlegi tagok
- Chris Daughtry – vezető énekes, ritmusgitár, szólógitár (2006−)
- Josh Steely – szólógitár, háttérvokál (2006−)
- Brian Craddock – ritmusgitár, szólógitár, háttérvokál (2006−)
- Elvio Fernandes – billentyűs hangszerek, zongora, akusztikus- és ritmusgitár (alkalmi), háttérvokál (2011−)
- Marty O'Brien – basszusgitár (2022−)
- Jeremy Schaffer – dobok, ütőhangszerek (2023−)

### Korábbi tagok
- Jeremy Brady – ritmusgitár, háttérvokál (2006)
- Joey Barnes – dobok, ütőhangszerek, billentyűs hangszerek, háttérvokál (2006–2010)
- Robin Diaz – dobok, ütőhangszerek (2010–2014)
- Josh Paul – basszusgitár, háttérvokál (2006–2012, 2013–2022)
- Brandon Maclin – dobok, ütőhangszerek, háttérvokál (2014, 2016–2023)

### Korábbi turnézenészek
- Andy Waldeck – basszusgitár, háttérvokál (2012–2013)
- Jamal Moore – dobok, ütőhangszerek, háttérvokál (2014–2016)

## Diszkográfia

### Stúdióalbumok
- Daughtry (2006)
- Leave This Town (2009)
- Break the Spell (2011)
- Baptized (2013)
- Cage to Rattle (2018)
- Dearly Beloved (2021)
- Part One (2024)
- Part Two (2025)